# Fothergilla major
Fothergilla major là một loài thực vật có hoa trong họ Hamamelidaceae. Loài này được Lodd. miêu tả khoa học đầu tiên năm 1829.